# Humanity First
Humanity First (dt. „Menschlichkeit zuerst“) ist eine Hilfsorganisation, die in Zusammenarbeit mit der Religionsgemeinschaft Ahmadiyya Muslim Jamaat unter Einbeziehung anderer internationaler Hilfsorganisationen weltweit in Katastrophengebieten hilft und bedürftige Menschen versorgt. Humanity First wurde 1992 in Großbritannien gegründet.
Die Organisation ist in 33 Ländern eingetragen und arbeitet sowohl an langfristig angelegten Entwicklungsprojekten, als auch in der spontanen Katastrophenhilfe.

## Deutschland
Humanity First Deutschland e. V. ist die nationale Unterorganisation von Humanity First International. Laut Angaben auf der Website des Vereins betragen die Verwaltungskosten weniger als zehn Prozent.

## Aktivitäten
In Deutschland ist Humanity First während des Elbehochwassers 2002 betroffenen Menschen in Prettin zu Hilfe gekommen. Im Winter 2005/2006 leisteten Mitglieder der Majlis Khuddam-ul-Ahmadiyya Region Bayern in der Gemeinde Spiegelau (Bayerischer Wald) bei einem Schneekatastrophenfall einen Hilfseinsatz.
Humanity First ist auch in Afrika (Niger, Benin etc.), Asien (Tsunami und Erdbeben in Pakistan), Europa (Erdbeben Türkei) und in Nordamerika (Hurrikan Katrina) aktiv.
Humanity First gliedert seine langfristig angelegten Projekte in sechs Bereiche:
| Water for Life | Denn Wasser bedeutet LEBEN                          |
| Orphan care    | Waisenfürsorge für eine bessere Zukunft             |
| Gift of sight  | Zeichen setzen für Leben und Freude                 |
| Feed a family  | Essen für die ganze Familie                         |
| Medical relief | Medizinische Grundversorgung                        |
| Learn a skill  | Lerne eine Fertigkeit, um für dich selbst zu sorgen |